# Henri De Hoon
Henri De Hoon (Bassevelde, 10 juni 1850 - Elsene, 1 juli 1932) was een Belgisch magistraat en rechtsgeleerde, die een rol speelde in de Vlaamse cultuuremancipatie.

## Familie
Henri De Hoon werd geboren in een familie van Oost-Vlaamse notabelen.
- Judocus-Frans De Hoon (Gent, 1787 - Evergem, 1867), was vrederechter, arts en burgemeester van Kaprijke. Hij trouwde met Maria Praet, uit een Kaprijkse handelaarsfamilie.
  - Constance De Hoon (1818-1908) trouwde met Jacob Heremans (1825-1884), hoogleraar Nederlandse letterkunde, liberaal schepen van Gent.
  - Adolf De Hoon (1820-1903), ingenieur van bruggen en wegen, liberaal schepen in Veurne en actief in het Willemsfonds.
  - Virginie de Hoon (1818-1890) trouwde met Karel Lodewijk Ledeganck (1805-1847), hoogleraar, inspecteur van het lager onderwijs, dichter.
  - Edouard De Hoon (°1814) was arts in Bassevelde.
    - Victor De Hoon (1848-1902), arts in Brussel, letterkundige, nauw verbonden met het Willemsfonds.
    - Henri De Hoon (1850-1932) trouwde met Jenny De Man (1859-1921), dochter van de Brusselse arts Eugène De Man (1834-1886) en Georgine Heyvaert (1840-1922).
      - Marguerite De Hoon, die ongehuwd bleef.
      - Yvonne De Hoon (1881-1966) x Edouard Carbonelle (1880-1960), ingenieur en jeneverstoker in Doornik, zoon van de burgemeester van Doornik
        - Victor Carbonelle (1911-2001) was jeneverstoker en voorzitter van der Kamer van Koophandel in Doornik.
        - Claude Carbonelle (1920-2007) werd secretaris van de gouverneur-generaal in Belgisch Congo, directeur van Fabrimetal, hoogleraar economie aan de ULB. Hij trouwde met Myriam Van Remoortel (1921-2001), dochter van volksvertegenwoordiger William Van Remoortel (1888-1965).

      - Georgine De Hoon (1887-1966) x Lucien Kolb (1884-1968), zoon van Xavier Kolb, de stichter van de Banque Kolb in de Elzas.
        - Monique Kolb (1922-2002), Frans golfkampioene, x Claude Le Sourd (1904-1988).

## Levensloop
Henri De Hoon volbracht zijn middelbare studies bij de jezuïeten in Luik. In 1873 promoveerde hij tot doctor in de rechten aan de universiteit van Gent en in 1875 voegde hij er een doctoraat in de politieke en administratieve wetenschappen aan toe. Hij schreef zich in aan de balie van Gent.
Einde 1879 verhuisde hij naar Brugge en liet er zich bij de Brugse balie opnemen. De reden van zijn verhuis lag elders dan in de advocatuur. De oom van zijn jonge bruid, Theodore Heyvaert (1834-1907), afkomstig uit Gistel, procureur des Konings in Brussel, was door de liberale regering als vertrouwensman van de liberalen tot gouverneur van West-Vlaanderen benoemd. De provincie had een provincieraad met katholieke meerderheid, de administratie was zeer gehecht aan de afgezette gouverneur Léon Ruzette en Heyvaert kwam derhalve in een vijandige omgeving terecht. Hij had behoefte aan een vertrouweling en geestgenoot als naaste medewerker. Het werd Henri De Hoon, die afdelingshoofd werd bij de provinciale diensten en kabinetschef van de gouverneur.
Hij maakte zich weldra behoorlijk gehaat door het handhaven van door de liberale regeringsmeerderheid geïnspireerde wetten. Een voorbeeld ervan gaf het opsporen van schenkingen die gedaan werden ten voordele van het onderwijs, die volgens de wet verplichtend bij de gemeente (en niet bij het vrij onderwijs) moesten terechtkomen. De Hoon ging zelf ter plekke de eigendomsoverdracht van door dergelijke schenkingen opgerichte gebouwen opeisen, soms tegen grote protestbetogingen in. De omstreden gouverneur hield het in die omstandigheden niet lang vol en in 1883 werd hij vervangen. 
De Hoon zag de bui hangen en liet zich al in februari 1882 benoemen tot substituut van de procureur des Konings in Brussel. Hij zette door in deze loopbaan en werd substituut bij de procureur-generaal (1900), advocaat-generaal (1903) en eerste advocaat-generaal (1918). Hij werd tevens hoogleraar aan de ULB en doceerde er in het Nederlands strafrecht en de strafrechtspleging.
Het echtpaar De Hoon-Heyvaert integreerde zich in Brussel in de Franstalige burgerij, zoals bleek uit de evolutie van hun dochters en uit het Franstalige opschrift dat op zijn grafmonument in Gistel werd aangebracht.

## Rechtskundig werk
De Hoon werd een van de drijvende krachten voor het vertalen van wetboeken in het Nederlands. Op dit gebied leverde hij pionierswerk. Hij begon met het actualiseren en heruitgeven van een vertaling van het Burgerlijk Wetboek, dat voordien al door zijn oom Ledeganck was gerealiseerd.
Hij werkte mee aan de vertaling van de grondwet, het strafwetboek, de gemeentewet en de provinciewet. Daarnaast schreef hij talrijke juridische artikels, zowel in het Nederlands als in het Frans. Hij interesseerde zich vooral voor de ontwikkeling van wetteksten over jeugdrechtbanken en jeugdbescherming.
De Hoon was zeer aanwezig in de acties voor de vernederlandsing van het Belgisch gerecht.
- In 1897 stond hij mee aan de wieg van het Rechtskundig Tijdschrift.
- In 1898 was hij medeoprichter van de Bond der Vlaamsche rechtsgeleerden. In 1912 werd hij er ondervoorzitter van en in 1930 voorzitter.
- In 1922 werd hij voorzitter van de Centrale commissie voor Nederlandse rechtstaal en bestuurstaal.
- In 1931 was hij een van de stichters van het Rechtskundig Weekblad.